# 5178 Pattazhy
5178 Pattazhy eller 1989 CD4 är en asteroid i huvudbältet som upptäcktes den 1 februari 1989 av den indiske astronomen Rajgopalan Rajamohan vid Vainu Bappu Observatory. Den är uppkallad efter Sainudeen Pattazhy.
Den tillhör asteroidgruppen Flora.